# مرکز خرید کانیون

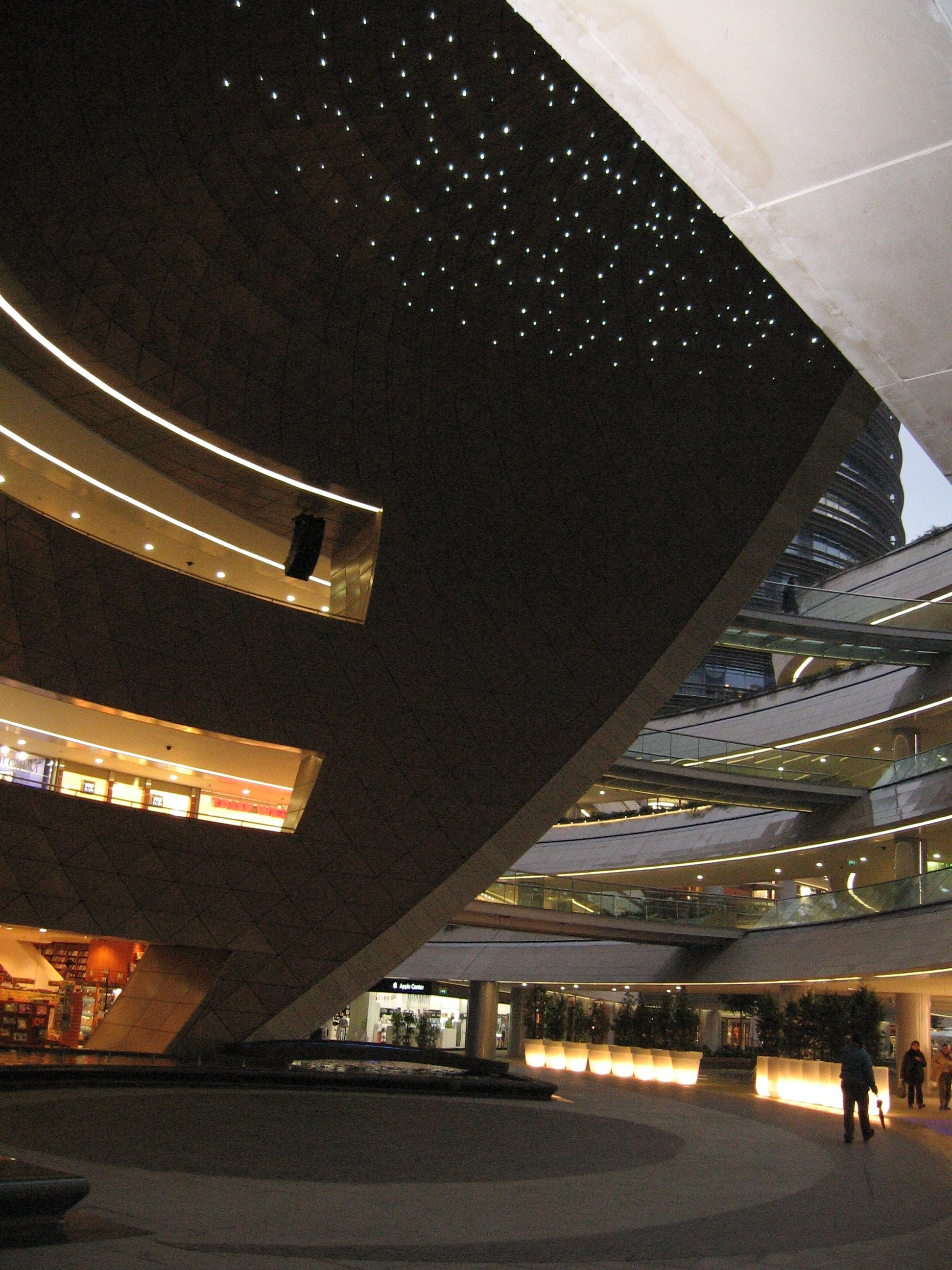
مرکز خرید کانیون در منطقه تجاری لونت در استانبول واقع شده‌است

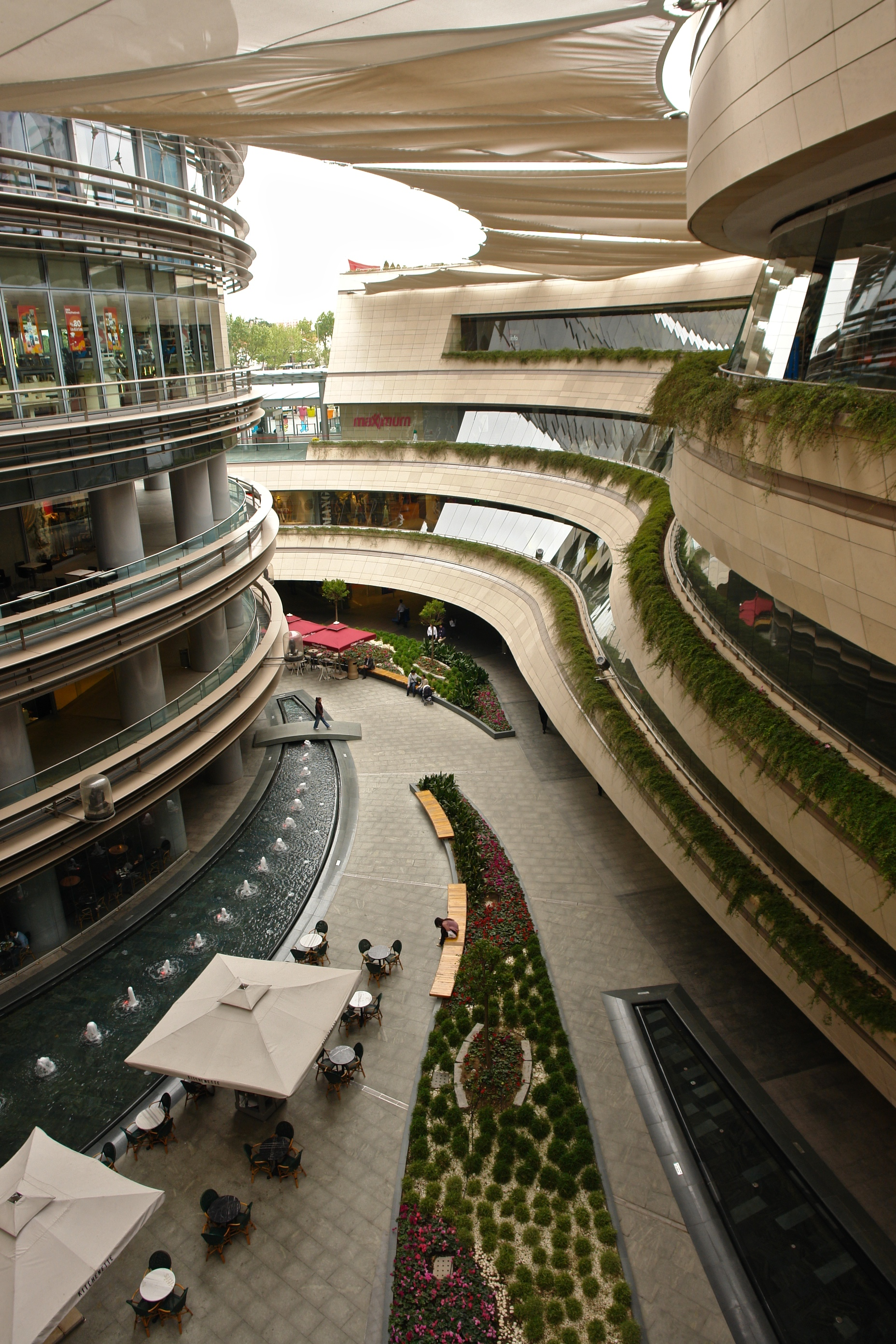
نمای دیگری از مرکز خرید

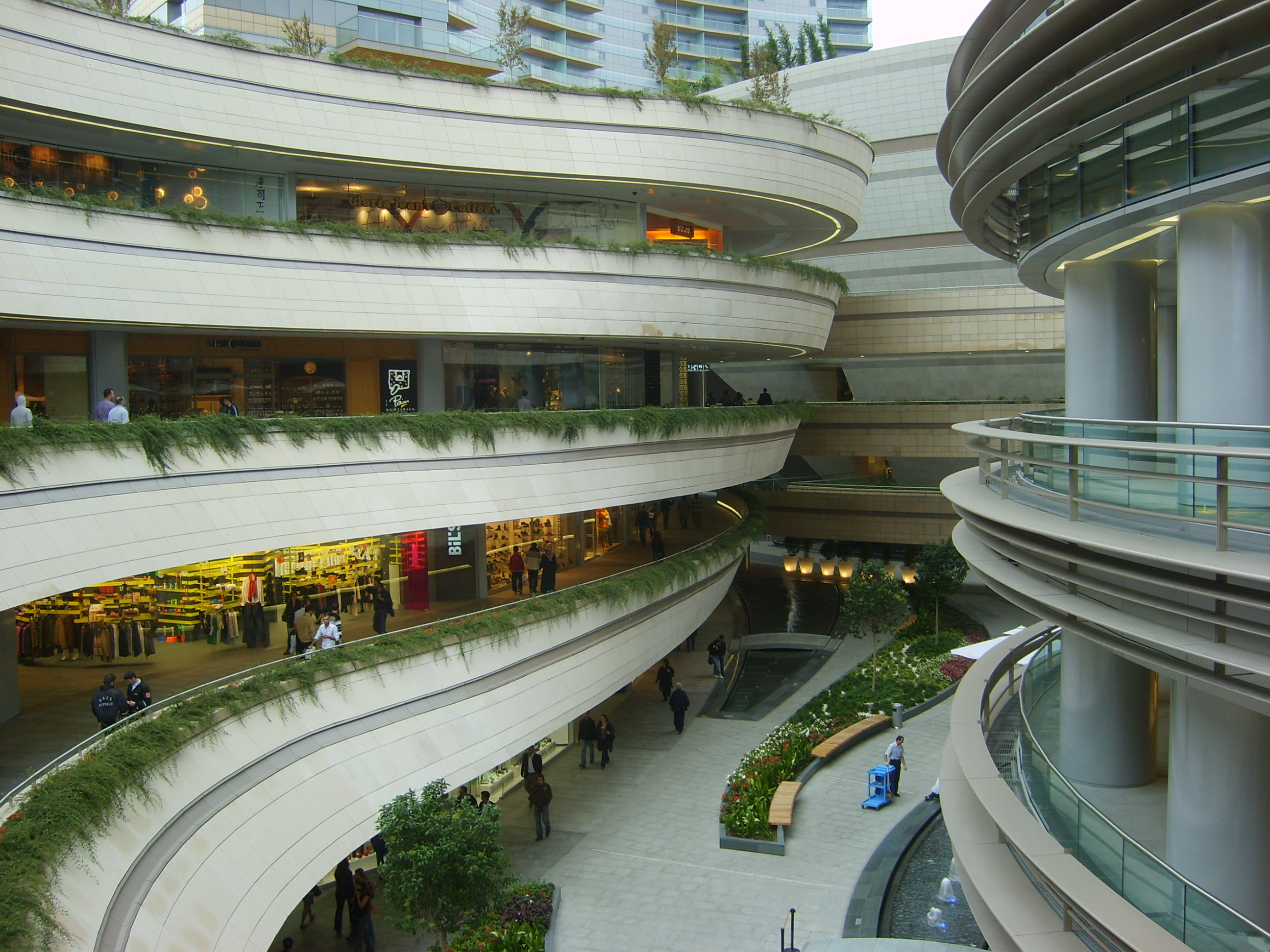
مرکز خرید کانیون استانبول

مرکز خرید کانیون (به ترکی استانبولی Kanyon Alışveriş Merkezi) (به معنی دره در زبان ترکی) یک مجتمع چند منظوره است که در خیابان بیوکدره در منطقه تجاری لونت در استانبول، ترکیه واقع شده‌است و در ۶ ژوئن ۲۰۰۶ افتتاح شده‌است. کانیون شامل یک مرکز خرید ۱۶۰ فروشگاهی (به مساحت ۳۷۵۰۰ متر مربع)، یک برج اداری ۳۰ طبقه (۲۶ طبقه از آن بالاتر از سطح خیابان است) و یک بلوک مسکونی ۲۲ طبقه با ۱۷۹ آپارتمان مسکونی است. مساحت کل پروژه ۲۵۰۰۰۰ متر مربع با ۳۰۰۰۰ مترمربع فضای اداری قابل اجاره، ۳۷۵۰۰ متر مربع خرده فروشی قابل اجاره، ۱۸۰ آپارتمان مسکونی، ۱۶۰ فروشگاه، ۹ سالن تئاتر با ظرفیت ۱۶۰۰ تماشاگر و یک پارکینگ با گنجایش ۳۰۰ خودرو است. . هر طبقه از برج اداری دارای فضای کل ۱۱۶۷ متر مربع است. این مجموعه در زمینی به مساحت ۲۹۴۲۷ متر مربع ساخته شده‌است.

## توسعه
کانیون حاصل یک سرمایه‌گذاری مشترک از اجزاجی‌باشی هولدینگ و İŞ GYO است. این پروژه توسط جان جردی، معمار آمریکایی که با گروه معماری ترکی تابانلی اوغلو (استانبول) برای توسعه این پروژه همکاری کرده، طراحی شده‌است و دفتر آروپ واقع در استانبول، کارهای مهندسی و مشاوره آن را بر عهده گرفت در حالی که شرکت ساخت و ساز ترکی تپه کنستراکشن (استانبول) مسئول ساخت و ساز پروژه بود. شرکت مهندسی ترکی آی ام اس (استانبول) مسئولیت مدیریت پروژه را بر عهده داشت.

## جوایز
کانیون جایزه نقد و بررسی معماری سیتی اسکیپ را در رده «ساخت تجاری»، طی مراسمی که در دبی، امارات متحده عربی در ۴ دسامبر ۲۰۰۶ برگزار شد، برنده شد.